# عبد الله بن إبراهيم بن شاه رخ
عبد الله بن إبراهيم بن شاه رخ أو عبد الله ميرزا (يونيو 1451 بعد 1410) كان حاكم لفترة قصيرة للدولة التيمورية، والتي شملت الأراضي التي تتقاسمها في الوقت الحاضر إيران وأفغانستان وباكستان، جنبا إلى جنب مع مساحات كبيرة من الهند، بلاد ما بين النهرين والقوقاز.
كعضو في السلالة التيمورية، كان عبد الله ميرزا ابن حفيد لتيمورلنك، حفيد شاه رخ ميرزا وابن للأمير إبراهيم ميرزا. منحه جده حكم مقاطعة فارس، وجد عبد الله ميرزا موقفه مهددا من قبل ابن عمه محمد بن بايسنقر خلال أزمة الخلافة 1447 التي أعقبت وفاة شاه روخ، وأجبر على التخلي عن المقاطعة. ولدعمه لأولوغ بيك، سجنه عبد اللطیف ميرزا بعد صعود الأخير إلى السلطة. وعندما قُتل عبد اللطيف، أُطلق سراحه وأُصبح حاكماً لسمرقند، حيث أُجبر على دفع أموال زائدة على الجنود الذين دعموه. على الرغم من هذا، لم يتمتع بشعبية واسعة الانتشار.
خلال فترة حكمه القصيرة نسبيا، قام علاء الدولة بن بايسنقر شقيق السلطان محمد بثورة لم تهدده بشكل خطير، ولكن كان بداية صعود لأبو سعيد ميرزا، التي كانت قاعدته الرئيسية في ذلك الوقت في بخارى، تيقن وقتها أنه هالك. تقدّم أبو سعيد ميرزا من طشقند إلى سمرقند بدعم من أبو الخير خان، وهزم أبو سعيد ميرزا عبد الله ميرزا وأعدمه في عام 1451، حيث أخذ مكانه على العرش.